# Chorizagrotis friedeli
Chorizagrotis friedeli là một loài bướm đêm trong họ Noctuidae.